# Victory Tour
Victory Tour var namnet på The Jacksons turné 1984. Turnén som omfattade USA och Kanada varade i 5 månader, från den 6 juli till 9 december 1984. The Jacksons framförde 55 konserter för 2 miljoner fans. Det var den största gruppturnén som har framförts dittills.
Turnén var den första efter The Jackson 5 dagarnas slut som återförenade alla bröderna. Michael Jackson som hade släppt Thriller två år tidigare, var motsträvig till att delta i turnén från början men han ändrade sig senare.
Victory Tour skulle egentligen heta The Final Curtain vilket syftade på att detta skulle bli deras sista turné som grupp. Under turnén sista framträdande i Dodger Stadium i Los Angeles meddelade Michael att det var hans sista turné med bröderna och att bandet skulle splittras efter det.
Låtarna som The Jacksons framförde under turnén var:
1. "Wanna Be Startin' Somethin'"
2. "Things I Do For You"
3. "Off the Wall"
4. "Human Nature"
5. "Heartbreak Hotel"
6. "She's Out of My Life"
7. Jermaine Jackson Medley ("Let's Get Serious"/"You Like Me Don't You"/"Tell Me I'm Not Dreamin' (Too Good to Be True)"
8. The Jackson 5 Medley ("I Want You Back"/"The Love You Save"/"I'll Be There")
9. "Rock with You"
10. "Lovely One"
11. "Working Day and Night"
12. "Beat It"
13. "Billie Jean"
14. "Shake Your Body (Down to the Ground)"